# Nouvelle ville d'Akhmim
Nouvelle ville d'Akhmim (en arabe : أخميم الجديدة (akhmīm al-jādīdah) est une ville nouvelle égyptienne de troisième génération, située dans le gouvernorat de Sohag et administrativement affiliée à l'Autorité des nouvelles communautés urbaines, créée par le décret présidentiel n° 195 de 2000 et modifiée par le décret du Premier ministre n° 1623 de 2015.

## Histoire
Sa construction a commencé en 2015. L'objectif était de désengorger la ville de Sohag.